# Torneo Avvenire

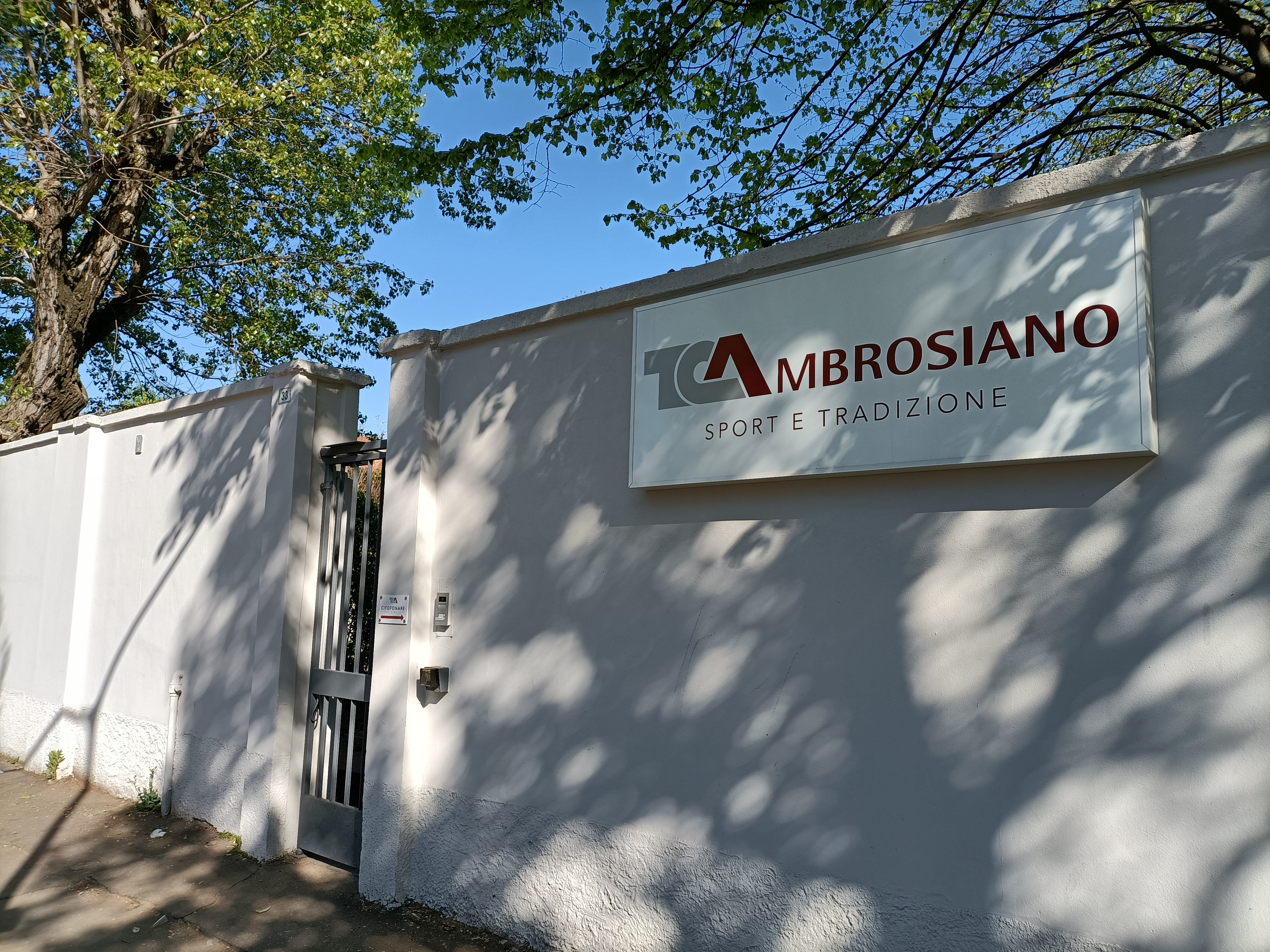
Tennis Club Ambrosiano in Mailand

Das Torneo Avvenire (italienisch etwa:Turnier der Zukünftigen) zählt neben dem Orange Bowl, das zunächst in Miami stattfand und aktuell in Plantation (Florida) ausgetragen wird, zu den bedeutendsten internationalen U16-Tennisturnieren, geöffnet für Spielerinnen und Spieler unter 16 Jahren. Seit 2025 ist es ebenso ein U14-Turnier. Es wird jährlich in der zweiten Juniwoche auf den Sandplätzen des Tennis Club Ambrosiano in Mailand ausgetragen.

## Geschichte
Das „Avvenire-Turnier“ wurde 1965 von einigen Mitgliedern des Tennis Club Ambrosiano gegründet, die ein Jugendturnier ins Leben rufen wollten. Inspiriert vom Wort „avvenire“ wollten sie damit ihre bewusste Suche nach zukünftigen Tennistalenten unterstreichen. Die ersten vier Ausgaben waren ausschließlich italienischen Spielern vorbehalten. 1969 wurde die Teilnahme an dem Turnier auf ausländische Spieler ausgeweitet. 2023 wurde das Turnier erstmals auch für U14-Spieler ausgetragen. Jugendliche aus 40 Nationen nehmen teil. Das Turnier wird von Talentsuchern besucht, um begabte Spieler und Spielerinnen möglichst früh unter Vertrag zu nehmen oder zu sponsern.

## Berühmte Sieger (Auswahl)
Zahlreiche Spielerinnen und Spieler, die später zu Topspielern avancierten, haben dieses Nachwuchsturnier U16 gewonnen:

### Junioren
- Björn Borg
- Ivan Lendl
- Pat Cash
- Stefan Edberg
- Goran Ivanišević
- Gaël Monfils
- Juan Martín del Potro

### Juniorinnen
- Hana Mandlíková
- Conchita Martínez
- Jennifer Capriati
- Martina Hingis
- Clarisa Fernández
- Jeļena Ostapenko
- Erika Andrejewa

### Weitere berühmte Teilnehmer
- Adriano Panatta
- Roger Federer
- Marija Scharapowa
- Novak Đoković
- Yannick Noah